# جائزة ريو دي جانيرو الكبرى للدراجات النارية 1995
جائزة ريو دي جانيرو الكبرى للدراجات النارية 1995 هو سباق دراجات نارية أقيم بتاريخ 17 سبتمبر 1995 في حلبة نيلسون بيكيه الدولية. كان الجولة الحادية عشر من أصل 13 في سباق الجائزة الكبرى للدراجات النارية موسم 1995. فاز لوكا كادالورا بفئة الموتو جي بي بينما جاء ميك دوهان في المركز الثاني وحصل على المركز الثالث نوريفومي أبي.

## وصلات خارجية
- الموقع الرسمي